# William Saxbe
William Bart Saxbe (ur. 24 czerwca 1916 w Mechanicsburg, Ohio, zm. 24 sierpnia 2010 tamże) – amerykański polityk, prokurator generalny Stanów Zjednoczonych, senator Stanów Zjednoczonych z ramienia Partii Republikańskiej.
W 1940 uzyskał tytuł bakałarza na Ohio State University w Columbus, służył następnie w armii w czasie II wojny światowej. W 1948 obronił dyplom z prawa na Ohio State University. Prowadził praktykę prawniczą w Columbus, z przerwą na służbę wojskową w czasie wojny koreańskiej (1951-1952).
W latach 1947–1954 pełnił mandat w Izbie Reprezentantów stanu Ohio. Dwukrotnie pełnił funkcję prokuratora stanowego, w latach 1957–1959 i 1963–1969. W 1968 został wybrany do Senatu USA, zastępując demokratę Franka Lausche. Z mandatu zrezygnował w 1974, powołany przez prezydenta Richarda Nixona na stanowisko prokuratora generalnego USA. Jego fotel w Senacie zajął z nominacji gubernatora Ohio Howard Metzenbaum, a kilka miesięcy później na pełną kadencję senacką wybrany został astronauta John Glenn.
Saxbe pełnił funkcję prokuratora generalnego zaledwie rok. W styczniu 1975 jego następcą został Edward Levi, a prezydent Gerald Ford powierzył Saxbemu misję ambasadora w Indiach. Po zakończeniu pracy dyplomatycznej w 1977 Saxbe powrócił do praktyki prawniczej w rodzinnym Mechanicsburg.